# Aud Haakonsdottir de Lade
Aud Haakonsdottir de Lade, también llamada Öda Haakonsdottir of Lade (siglo X), fue una legendaria reina consorte de Suecia durante la era vikinga. Según Yngvars saga víðförla, fue la última esposa del rey Erico el Victorioso de Suecia.
Aud era la hija del Jarl noruego Håkon Sigurdsson, jarl de Lade, Trondheim y hermana del regente Eiríkr Hákonarson. No se sabe exactamente cuando contrajo matrimonio con el rey Erik de Suecia, o cuando nació y murió, pero se cree que se casó con él después del matrimonio de Erik con la famosa Sigrid Storråda. El matrimonio nunca ha sido confirmado, y también se ha sugerido que si Aud existió, podría haber sido su amante, o su matrimonio fue muy breve en los últimos años de su vida.